# Нерюнгринское угольное месторождение
Нерюнгринское угольное месторождение — одно из крупнейших в России месторождений коксующегося угля. Расположено в Алдано-Чульманском угленосном районе Южно-Якутского угольного бассейна на территории Нерюнгринского района Республики Саха (Якутия).
В составе Нерюнгринского месторождения около 20 пластов. Большинство из них выходит на поверхность, что позволяет добывать уголь открытым способом на крупных карьерах. Наиболее угленосна свита, содержащая на Нерюнгринском месторождении пласт «Мощный». Это мульдообразная залежь площадью 16 км² с максимальной глубиной залегания пласта в центральной части мульды 320 метров. Средняя мощность пласта составляет 26,5 метров, максимальная — до 120 метров.
Лицензия на разработку Нерюнгринского месторождения принадлежит АО ХК «Якутуголь». Проектная мощность Нерюнгринского угольного разреза составляет 15 млн тонн в год. Программа развития горных работ рассчитана до 2034 года.

## Освоение месторождения

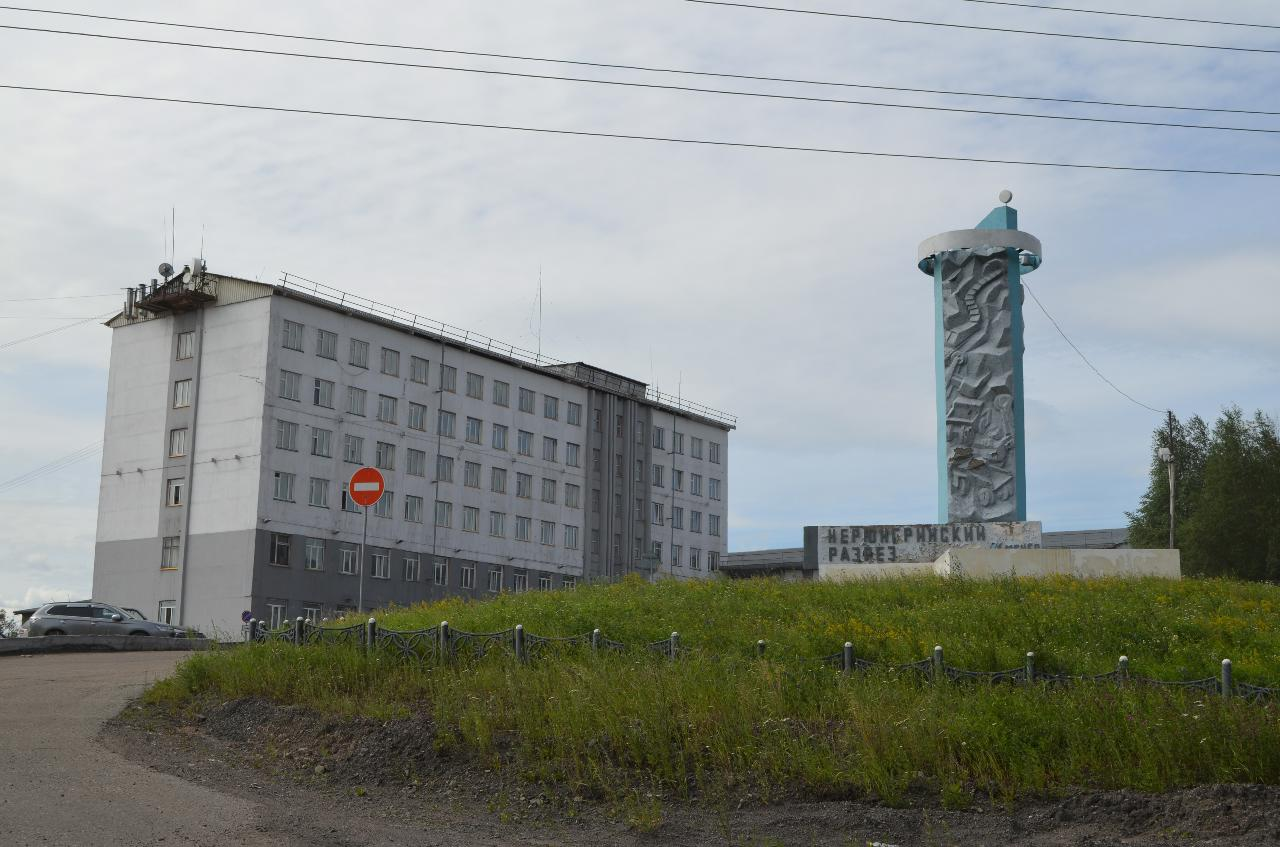
Управление Нерюнгринского угольного разреза

В 1951 году при ведении съёмочных работ Г. Ю. Лагздиной был открыт пласт «Пятиметровый» Нерюнгринского месторождения, что послужило началом промышленного освоения Южно-Якутского каменноугольного бассейна. В этом же году согласно Правительственному решению по ускорению поисков и разведки угольных и железорудных месторождений юга Якутии была основана Южно-Якутская комплексная экспедиция (ЮЯКЭ), усилиями которой были доказаны высокие возможности Нерюнгринского угольного месторождения. Большой вклад в геологическое изучение Южно-Якутского бассейна коксующихся углей внесла С. С. Каримова. Именно под её руководством было проведено окончание разведки Нерюнгринского угольного месторождения.
В октябре 1963 года шахтой «Чульманской» был образован участок открытых горных работ «Нерюнгра», позже названный «малым» разрезом. 1 ноября 1964 года после подготовительных работ, бригадой экскаваторщиков, возглавляемой В. Вострокнутовым, на участке «Нерюнгра» был поднят первый ковш угля.
В 1973 году Государственная комиссия по запасам полезных ископаемых СССР утвердила запасы угля Нерюнгринского месторождения, названного «чёрной жемчужиной Южной Якутии». По оценке комиссии, только пласт «Мощный» содержал на тот момент 450 миллионов тонн угля, в том числе коксующегося. Это позволило приступить к формированию Южно-Якутского угольного комплекса и строительству железнодорожной ветки Тында — Беркакит — Нерюнгри (Малый БАМ).
С 1 января 1975 года участок «Нерюнгра» был преобразован в разрез «Нерюнгринский», который стал правопреемником шахты «Чульманская», ликвидированной в связи с отработкой промышленных запасов на действующих горизонтах. Решение о строительстве более мощного разреза на базе запасов Нерюнгринского месторождения было принято в Чульмане, в июле 1969 года на выездном экспертно-геологическом Совете Министерства геологии РСФСР, где обсуждался вопрос об усилении подготовки к формированию Южно-Якутского угольного комплекса. На момент утверждения проекта строительства разреза площадь Нерюнгринского каменноугольного месторождения составляла 16 км², со средней мощностью угольного пласта 26,4 метра при максимальной мощности в 101 метр.
Строительство разреза «Нерюнгринский» осуществлялось пятью отдельными очередями. 23 февраля 1976 года в машинистом экскаватора В. Виншу был поднят символический первый ковш породы на месте строительства нового «большого» разреза, а 19 марта 1979 года был подписан приказ о сдаче первой очереди строительства разреза в эксплуатацию. Эта дата считается официальным днём рождения предприятия. Проведённые пробы угля показали, что почти половину залежей составляет коксующийся уголь. Разрез постепенно набирал мощность, и 16 июля 1983 года был поднят стомиллионный кубометр вскрышных пород.
В 1985 году в связи с вводом в строй пятой очереди и проведением структурной перестройки, мощность разреза достигла 11 млн тонн угля. На свою проектную мощность в 13 млн тонн разрез вышел в 1986 году. Максимальный объём добычи угля — 14 млн 881 тыс. тонн угля — был достигнут в 1989 году.
В начале 1987 года институт «Сибгипрошахт» доработал проект строительства, и мощность разреза была определена в 15 млн тонн в год. Её достигли в 1990 году. 24 мая 2000 года была добыта двухсотмиллионная тонна угля.
С 2004 года разрез начал увеличение объёмов добычи угля, согласно долгосрочной программе развития. Была проведена модернизация занятых в технологическом процессе горной техники и оборудования. В октябре 2007 года контрольный пакет акций «Якутугля» приобрела компания ПАО «Мечел».
К 2020 году на разрезе добыли 350 миллионов тонн угля.

## Краткая геологическая характеристика

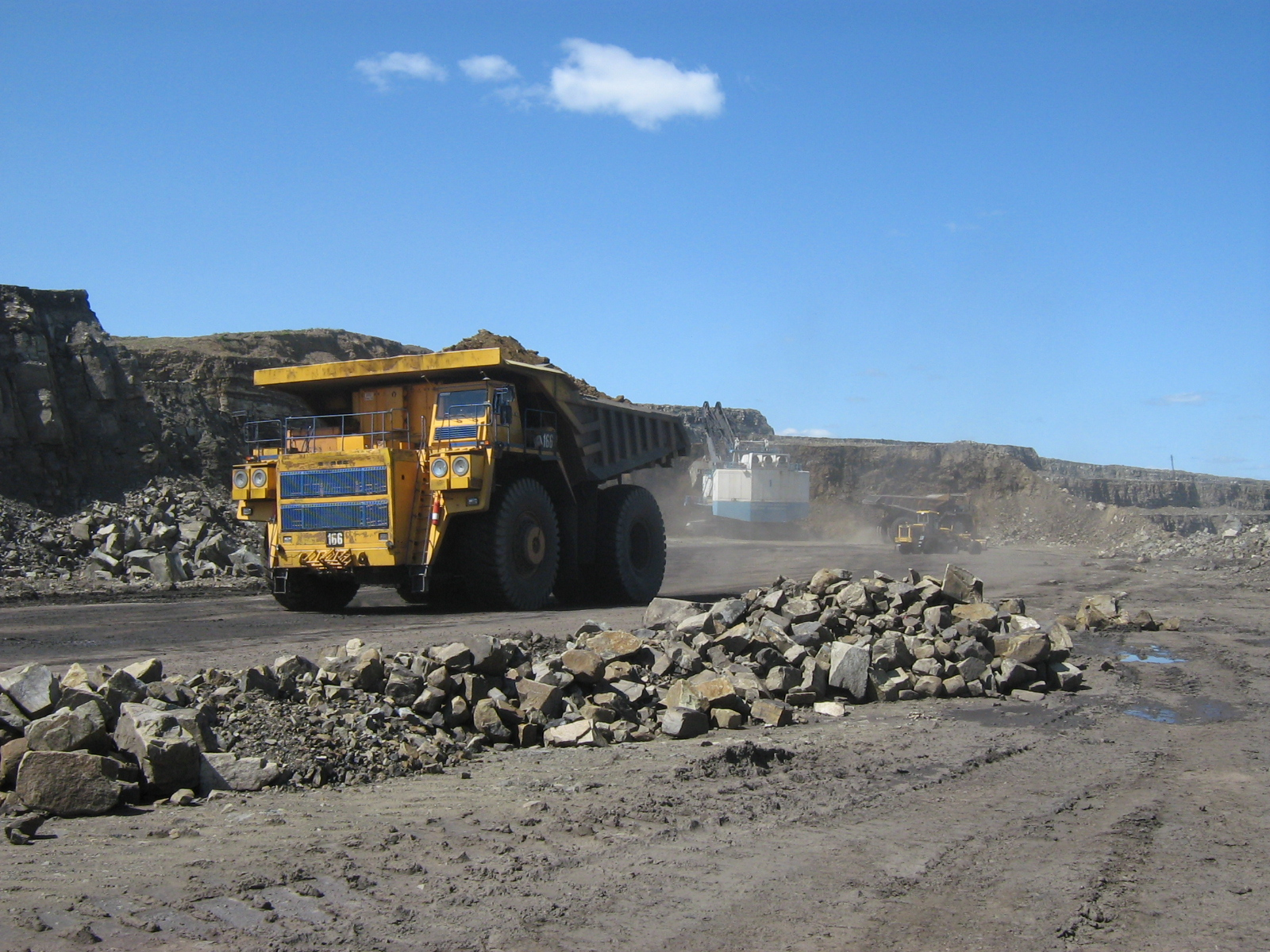
В Нерюнгринском угольном разрезе

Нерюнгринское месторождение каменного угля находится в Алдано-Чульманском угленосном районе Южно-Якутского угольного бассейна. Климат района резко континентальный, продолжительность периода года с положительными температурами составляет 137 дней, а с отрицательными — 228 дней. Высота над уровнем моря в районе месторождения колеблется от 600 до 1200 метров. Месторождение представляет собой замкнутую брахисинклинальную складку (6×3,9 км), вытянутую в направлении с северо-запада на юго-восток. Среди литологических разностей в разрезе Нерюнгринской свиты преобладают разнообразные песчаники от мелко- до крупнозернистых, слагающие до 80—82 % разреза. Тонкозернистые породы — алевролиты и аргилиты слагают около 11 % разреза.
На долю каменных углей приходится около 6 %, гравелитов и конгломератов 1—2 % стратиграфического разреза. На месторождении имеют повсеместное распространение четвертичные отложения. Они представлены песками и галечниками. Их мощность колеблется в пределах от 1 до 3 метров. Углы падения пласта изменчивые: на северо-восточном крыле составляют 15—20°, на северо-западном и юго-восточном — менее 10—12°. На отдельных участках юго-западного крыла углы падения пород и пласта достигают 30°.

## Качественные характеристики углей
| Марка | Класс, мм | Показатели       | Показатели       | Показатели       | Показатели       | Показатели       | Показатели                   | Показатели                          | Показатели                | Показатели                | Показатели                            |
| ----- | --------- | ---------------- | ---------------- | ---------------- | ---------------- | ---------------- | ---------------------------- | ----------------------------------- | ------------------------- | ------------------------- | ------------------------------------- |
| Марка | Класс, мм | Массовая доля, % | Массовая доля, % | Массовая доля, % | Массовая доля, % | Массовая доля, % | Выход летучих вещ-в, сред. % | Толщина пластич. слоя, не менее, мм | Теплота сгорания, ккал/кг | Теплота сгорания, ккал/кг | Минеральные примеси породы предел., % |
| Марка | Класс, мм | влаги            | влаги            | золы             | золы             | серы             | Выход летучих вещ-в, сред. % | Толщина пластич. слоя, не менее, мм | Высшая                    | Низшая                    | Минеральные примеси породы предел., % |
| Марка | Класс, мм | сред.            | предел.          | сред.            | предел.          | сред.            | Выход летучих вещ-в, сред. % | Толщина пластич. слоя, не менее, мм | сред.                     | сред.                     | Минеральные примеси породы предел., % |
| КР    | 0 — 300   | 4,2              | 6                | 16,8             | 20               | 0,3              | 21                           | 9                                   | —                         | —                         | 2,5                                   |
| 3СС   | 0 — 300   | 5,5              | 8,2              | 16,5             | 19,5             | 0,3              | 21                           | —                                   | 8000                      | 6312                      | 2,5                                   |